# Paracenobiopelma gerecormophilum
Paracenobiopelma gerecormophilum är en spindelart som beskrevs av Renato Neves Feio 1952. Paracenobiopelma gerecormophilum ingår i släktet Paracenobiopelma och familjen Barychelidae. Inga underarter finns listade i Catalogue of Life.